# Viana (Maranhão)
Pour les articles homonymes, voir Viana.
Viana est une municipalité brésilienne située dans l'État du Maranhão.